# 血壓

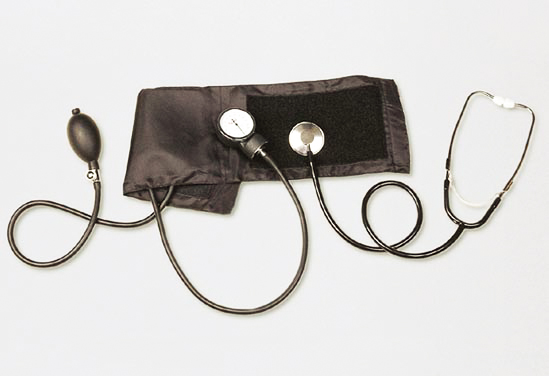
血壓計

血壓是指血管内的血液在單位面積上的侧压力，即压强。习惯以毫米汞柱（mmHg）或千帕（kPa）为单位。
而动脉血压则指的是血液对动脉血管的压力，一般指主动脉压。而平均血压则是 = (收缩压 + 2 x 舒张压)/3 = 1/3收縮壓 + 2/3舒張壓。
心臟有收縮及放鬆期，當心臟收縮，左心室便會將血液泵出到主動脈，主动脉压產生血液高壓，又稱收縮壓。接下來，心臟會舒張，血液流入右心房，這個時候壓力最低，稱為血液低壓或舒張壓。

## 血壓的量度單位
| 分类             | 收缩压, mmHg | 舒张压, mmHg |
| ---------------- | ------------ | ------------ |
| 低血压           | <90          | <60          |
| 正常低值         | 90–99        | 60–64        |
| 正常血压         | 100–119      | 65–79        |
| 正常高值         | 120–139      | 80–89        |
| 一级高血压       | 140–159      | 90–99        |
| 二级高血压       | 160–179      | 100–109      |
| 三级高血压       | ≥180         | ≥110         |
| 单纯收缩期高血压 | ≥140         | <90          |

血壓的量度單位是毫米水銀（mmHg），根據2005年修订版的《中国高血压防治指南》，＜120/80mmHg以下是正常血压，120-139/80-89mmHg是正常高值血壓，≥140/90mmHg是高血壓。血壓令血液於動脈裡正常輸送至全身，若血壓過低，便無法將血液供應全身，相反，血壓過大，有可能令血管受損，亦反映血液或心臟可能出現異常。
血壓會受到以下因素影響：
1. 身高：身高越高，心臟便需要更大壓力去泵出血液，令血液能流遍全身。
2. 年齡：血壓會隨著年齡增長而逐漸增加，因為動脈彈性變差，而其中收縮壓的改變較明顯，正常情況下孩童時期的血壓最低。
3. 血黏度（血液密度）：血液越黏稠，心臟需要越大壓力泵出血液。
4. 姿勢：姿勢對於血壓的影響源自於重力，平躺時收縮壓最高，其次為坐姿，站姿最低；而舒張壓恰相反，站姿時最高，其次為坐姿，最低為臥姿。
5. 血管質素：血管如果變窄，血液較難通過，心臟便需要更大壓力泵出血液。
6. 其他：精神狀態、生活節奏、個人差異、飲食習慣、藥物、遺傳、天氣變化、所居住的纬度地区等等。

## 量度
昔日採用水銀血壓器量度手臂的血壓，但由於需要受過訓練，不適合一般人使用。一般人或家庭會採用電子血壓計，但需要留意準確度及量度位置。而量度時，應保持心境平和，避免情緒影響血壓，因而量度錯誤。

### 血壓的測量
血壓在24小时内、一定範圍内是變動的，隨著運動量，心情緊張而起伏。故最好在休息5分鐘後再測量血壓，測量前30分鐘應避免抽煙、飲用咖啡、茶、運動類飲料、含酒精的飲料及服用影響血壓的藥物。運動、奔走或吃飯、泡澡之後，都要休息10至15分鐘。因血壓存在波動，一般連續三次、不同時間測量才能確定是否為高血壓。
既然血壓之高低決定高血壓之診斷，準確使用血壓計及聽診器就非常必要，測量血壓最好每日定時測量，因為血壓一日之間隨生理狀況有顯著變動，如果不定時量度，難免有起伏不定之數值，不能做為治療之參考。
所謂基底血壓（basal pressure）乃指晨起之前或住院臥病間量度的血壓，而偶發血壓（casual pressure）乃是診病之刻隨時量度的血壓。上面所列正常血壓數值是偶發血壓，也是一般常引用的血壓值。
量血壓不宜只算一次應連續在不同日期分別量度偶發血壓做參考，而且在診病之刻所量度的血壓數值，常屬偏高，應休息5-10分鐘才進行量度為宜。因此有人建議診斷高血壓，最好一次診病量度兩次，而且最少應有兩次以上的診病紀錄。
血壓之測量可以分為直接測量與間接測量兩種，直接測量法首先於1733年由哈勒斯把玻璃管直接插入馬之頸動脈開始，經過一連串之研究與改良，至今把針頭或導管插入動脈管徑內，連接導線和轉換器，即可在紀錄器上得知血壓之正確值。
間接測量法是利用聽診法，1896年意大利人洛西利用袖套（cuff）壓迫橈股動脈，隨著動脈搏動支消失，在水銀柱讀出血管壓力作為血壓，以後瑞克林豪森認為成年人之袖套寬度為12-14公分。

### 量血壓的方法

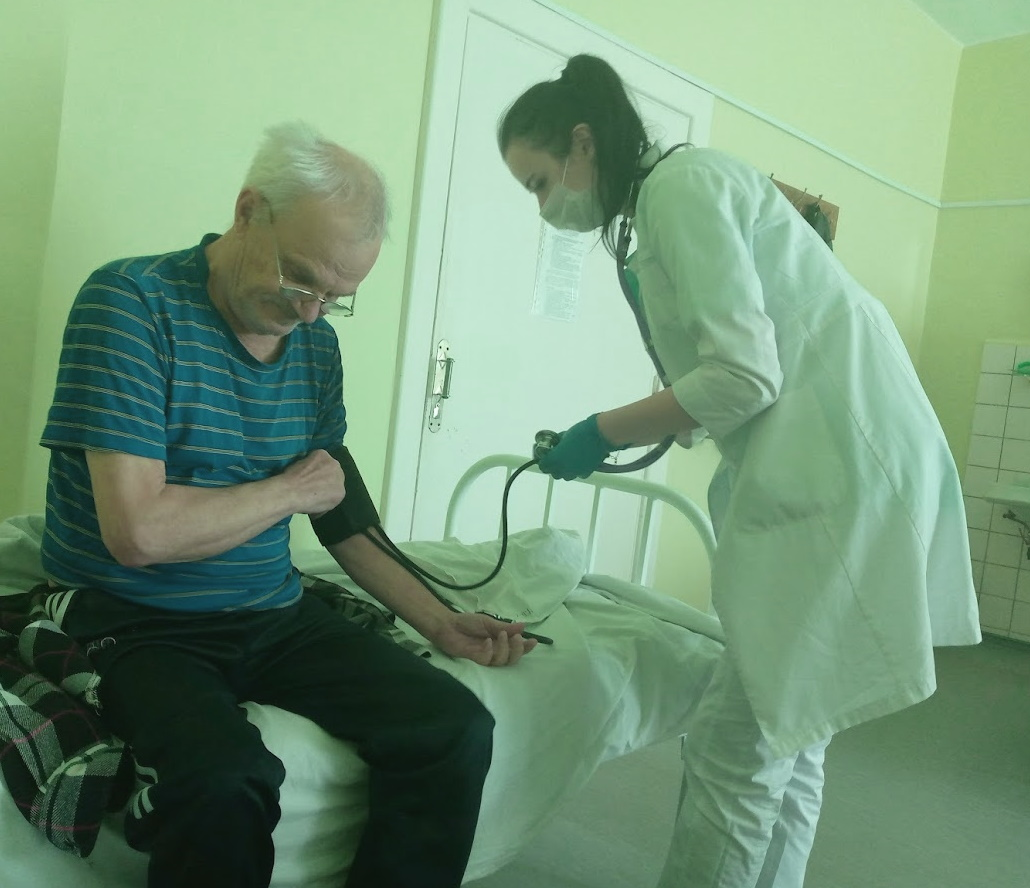
血壓

在檢查血壓的時候，醫生會使用血壓計來測量血壓，首先用一個中空的橡皮管套，圍繞測量對象上臂。這樣皮袖套一端以橡皮管連接壓力計，另一端則連接橡皮打氣球。反覆壓縮橡皮打氣球，將空氣打進橡皮袖套，把上臂的動脈壓扁，使血液暫時中止流動，然後慢慢降壓。這個時候用聽筒監聽動脈血管的聲音，當橡皮袖套內的壓力，降到比心臟打血的收縮壓力稍低一點時，血液就開始流動，發出聲音，醫生就紀錄此時的壓力，是為收縮壓。然後醫生繼續將袖套內的空氣緩緩放出，一面聽血液流動的聲音，當醫生開始聽不到時，表示血流已完全不受阻，亦即連最低的血壓（即舒張壓）都開始比當時橡皮袖套對手臂造成的壓力大，他就紀錄下當時的壓力，是為舒張壓。
正常人的血壓，在休息狀態下是：
- 收縮壓90-140毫米汞柱高度
- 舒張壓60-90毫米汞柱高度

測量部位的肢體不應有衣物的拘束，並以輕鬆，內翻及微曲為宜，包圍上臂的袖袋之下緣與前肘窩需有2-3公分之間隔，檢壓計的位置，以能清楚讀數為準，不必計較與心臟位置是否呈現水平，因為根據研究，期間血壓读数因檢壓計位置肢變動相差無幾。
充氣壓力宜以手觸脈窕做初度定數，爾後再以聽診處接聽脈跳聲，直到完全無音之點，再充氣加壓30毫米水銀汞柱高，充氣加壓以每壓上升10毫米之力量為佳，放氣時，水銀柱下沉速度約在每心跳2-3毫米即可，首先出現跳声即為心縮血壓。
水銀柱之緩慢下沉，直到一點，脈跳音變弱或完全消失，仍是心舒血壓，檢壓計的水銀柱應該直立不斜，否則讀數容易發生偏差，尤其水銀應在0度位置，加壓之後水銀柱才相應增加，水銀會因蒸發或流失使準確性偏低，因此定期校準不能不加以留意。
血壓測度以「基底血壓」最具參考價值，在飯後10-12小時及舒適平躺30分鐘後的血壓測定是基底血壓，而在清晨起床前量度血壓，最是基礎狀態，如若平常隨時測度的血壓，則為偶發血壓，門診問病診療概屬本類，由於經受各式刺激，此種血壓高低起伏，常常捉摸不定再加上人類緊張神經流動不定，難免血壓在不同時間及不同地點會有不同的讀數，身體姿勢變換固使血壓不穩，但不管平躺、坐姿及站立，其間血壓差別不大，雖然研究論述強調身體姿勢變換之影響，統計學上差別不大，但為求基底血壓準確，一切測度前足以影響生理及心理之因素應加以禁絕，如避免抽煙，過度飽腹，暴露冰冷、過熱天氣，並在血壓測定前至少有5分鐘姿勢不要變動。
聽診器的品質當然越高越好，但大眾使用只要夠用，不必過於講究。根據一般比較，只要能及因直達耳朵，不會有誤差，就算品質稍差，也沒有關係，不會影響。
另外聽筒應輕放皮膚，只要稍加重力，能使外界雜音不流入干擾即可，過重則會影響讀數不準確，另外聽筒放置的位置以脈跳最強而逼近袖袋下緣，但不要接觸袖袋，否則放氣中間袖袋與聽筒的摩擦聲音，會影響聽音。
綜而結之，正確測量血壓除有效沒有誤差的血壓計之外，適度的袖袋及充氣囊寬度、充分水銀的檢壓計之外，尚需：
1. 正確使用血壓計，袖袋應該均勻束緊上臂，充氣囊應貼附上臂內側，使下緣與前肘窩相距2-3公分。充氣加壓時水銀上升速度適度（每壓上升約10毫米）下降速度，以每跳2-3毫米水銀柱為宜。加壓水銀宜高出觸摸上限血壓30毫米以上，再逐漸放氣聽音，首先出現的脈音應是心縮血壓，再次脈音趨弱之點為心舒血壓，一般人以脈音完全消失之點，最為準確的心舒血壓。
2. 量度血壓之前，應充分休息，使身心完全不受任何刺激，可靜止5分鐘後再測度血壓。
3. 每次測度血壓讀數並非一成不變，大多已起伏變動為常見的現象，如若相差10-20毫米，應非測度有誤，只有一次的異常血壓，就以為是高血壓，實為一大錯誤。因此，一般的診斷以3次以上的基血壓讀數超出160/90毫米為根據，臨床診斷高血壓應以伴有症狀者為主。

### 量血壓應注意什麼
許多人在匆促、緊張的情況下，量的血壓高，卻不一定是高血壓。根據世界衛生組織之建議與規定，受測者在血壓測量前30分鐘不能有中度以上的用力情況，或是抽煙、喝刺激性的飲料等。測量前5分鐘，更要在舒適、安穩而愉快的氣氛下坐著休息。穿著一般薄身衣服可直接量度，不需要捲起袖子，太厚的外衣或毛衣就要脫下。
測量的時間最好選在早上剛起床或晚上睡前，血壓值通常在睡前2小時開始下降、起床後2小時開始上升，因此，早、晚測量的數值是最具有參考價值。此外，若有服用降血壓的藥物，應在吃藥前就進行測量。
一般之血壓測量，受測者採坐姿進行，雙腳平放在地上，不可交叉，也不可講話。同时應確保手臂要與心臟同高，並且將手心向上，放鬆不要施力。但是若需要更詳盡的資料，可以再讓受測者平躺及站立三分鐘以後再量一次，如果同時紀錄心跳速度，則更具參考價值，這對於已有高血壓且在治療中的病人更需要。
測量小孩或孕婦時，Korotkoff phase 4被認為是較佳的舒張壓值。因為小孩孕婦和成年人在心臟過動時，Korotkoff phase 5的聲音往往一直到水銀柱壓力為零時都聽的到，主動脈閉鎖不全病人也是如此。

### 量血壓的原則
1. 腕寬度：肥胖者因上腕較粗，所以壓迫帶包緊上腕時，需更大的壓力，所以比直接法所測定的血壓值高，肥胖者量血壓使用的壓迫帶應以12×35公分為宜。
2. 反覆測量時：反覆測量實在壓迫帶下容易引起靜脈瘀血，所以顯示值比真正的動脈壓高低不同，避免靜脈瘀血，壓迫帶應儘可能快速加壓，或下次測量前完全放壓，通常在反覆測量血壓兩次之後，第二次總比第一次低，因為第一次測量時血流被阻斷，放壓後該部末梢血管的開閉程度產生變化，末梢抵抗也有變化。50%的人收縮壓及舒張壓都比第一次低，而20%的人會上升，5%的人會不變，所以血壓應第一次測量就成功，如需反覆測量，至少要相隔15秒，才作第二次。
3. 有心律不整時因心博血量變動，血壓在每次收縮時均不同尤其是心房顫動的心律不整更明顯，此時最好3次測量做平均較為準確。
4. 往往病人20年來並無高血壓，反而有低血壓的傾向，這種動脈硬化因年齡增加所引起的血管壁變化，有時因血管調節反射機轉的障礙，也有可能產生起立性血壓下降。
5. 舒張壓測定到零，則表示血管壁是在高度弛緩狀態，臨床上常見於大動脈瓣閉鎖不全症、甲狀腺機能亢進症、腳氣病、休克等，特別要提的一點是測量血壓時，最好不要把聽診器強力壓迫血管壁，假如過於壓迫，將血管壁物聽為所要聽的診音，結果會判定為零。
6. 血壓測定值的末數習慣上讀出雙數。

## 高血壓
如果經過多次量度，證實患有高血壓，便要小心，因為長期處於高血壓，會引致多種疾病，如：心臟衰竭、心絞痛、心肌梗塞、中風、腎病、腦溢血等等。

## 外部連結
- 血壓（blood pressure） （页面存档备份，存于）
- 可汗學院-血壓 （页面存档备份，存于）